# Cittaducale
Cittaducale (Cìeta in dialetto locale) è un comune italiano di 6 426 abitanti della provincia di Rieti nel Lazio. Fondata nel 1308 da re Carlo II d'Angiò, è appartenuta all'Abruzzo e alla provincia dell'Aquila per più di sei secoli, fino al passaggio nel Lazio avvenuto nel 1927.
In passato costituiva sede vescovile (diocesi di Cittaducale) e capoluogo di ente sovracomunale (distretto di Cittaducale, circondario di Cittaducale). È nota principalmente per essere il punto di inizio dell'acquedotto del Peschiera che rifornisce Roma, e per ospitare la scuola nazionale per la formazione del Corpo Forestale dello Stato, dal 2017 dei Carabinieri Forestali.

## Geografia fisica

### Territorio
È una cittadina basso-medioevale adagiata dolcemente sul Colle di Cerreto Piano, lungo la Via Salaria, strada consolare romana, nella parte ovest della Piana di San Vittorino, e a 10 chilometri da Rieti e dalla Piana Reatina.
Alle sue spalle, a nord, si innalza il Monte Terminillo (m 2.217), a sud-est il gruppo montuoso del Monte Nuria, a est il gruppo montuoso di Monte Giano, mentre ai suoi piedi scorre il fiume Velino.
All'interno del territorio comunale (nei pressi del confine con Castel Sant'Angelo), si trovano le importanti sorgenti del Peschiera, le seconde in Italia per portata. L'acqua che ne sgorga confluisce, tramite il breve corso dello stesso Peschiera, nel fiume Velino, ma in parte è captata per alimentare l'acquedotto del Peschiera, un'ardita opera di ingegneria idraulica, che la trasporta per 90 km da Cittaducale fino a Roma, garantendo la quasi totalità dell'acqua necessaria alla capitale d'Italia.
Nella frazione di Santa Rufina, località Cupaello, sono stati rinvenuti diversi minerali:
- Fluorapatite
- Kalsilite
- Khibinskite
- Melilite
- Merlinoite (ne è la località tipo)
- Perovskite
- Schorlomite
- Thaumasite
- Willhendersonite

### Clima
- Classificazione climatica: zona E, 2240 GR/G

## Storia

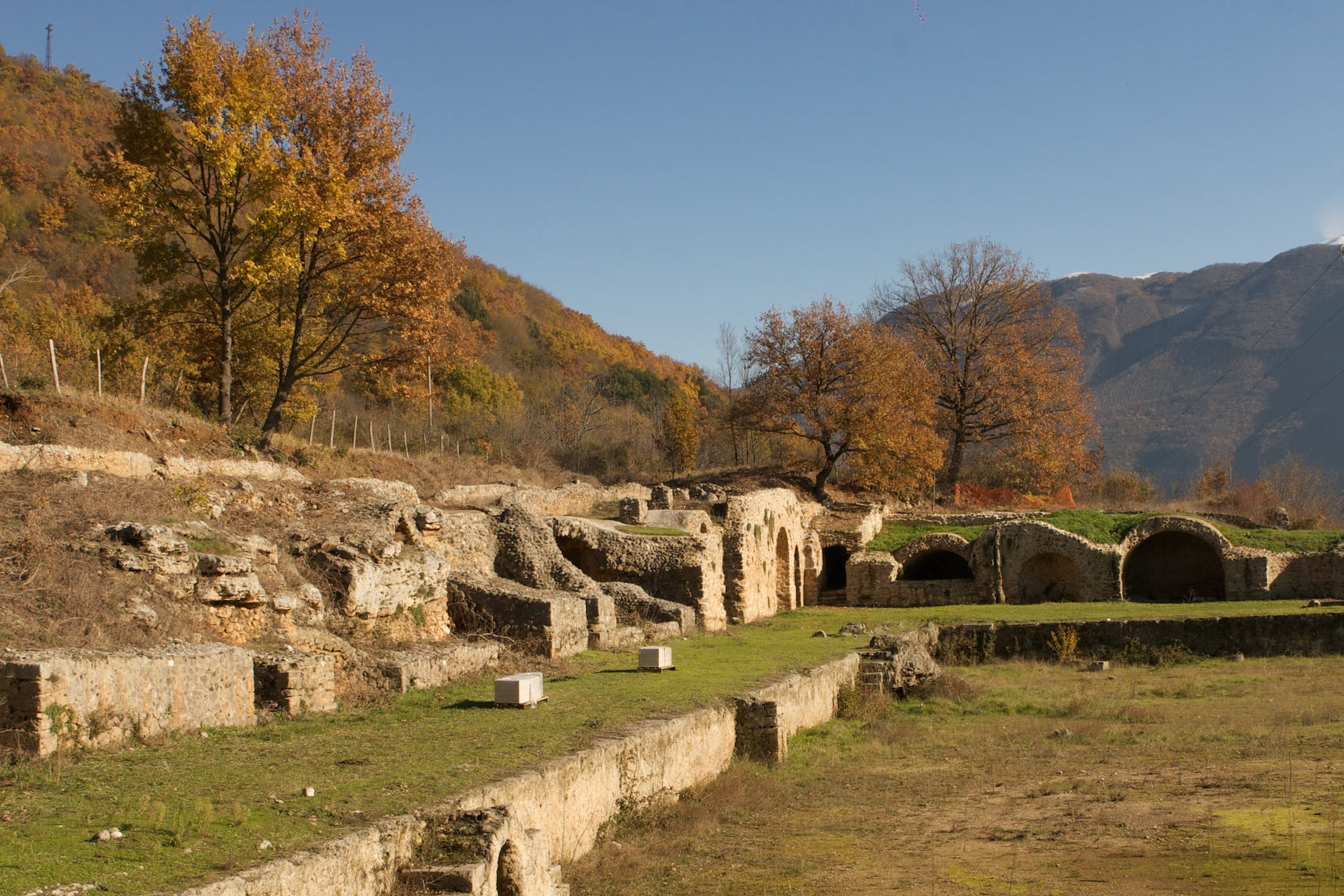
Resti delle terme di Vespasiano

### Preistoria ed età antica
La media valle del Velino, oggi dominata da Cittaducale, era anticamente abitata da popolazioni che Tito Livio chiama Aborigeni e Pelasgi. Queste, durante l'età del Bronzo, avevano dato vita alle leggendarie città di Cotilia e Vatia, rispettivamente ad est e ad ovest dell'attuale abitato.
Nel territorio comunale di Cittaducale sorgeva l’antica Vatia (nella frazione di Santa Rufina, città degli Aborigeni che Dionigi di Alicarnasso colloca a pochi chilometri ad est di Rieti, lungo la Via Calatina.
Nei pressi di Cittaducale, in località Petescia, fu rinvenuta nel 1947 dai coniugi Rinaldo e Hadrian Rozzi una stratificazione preistorica, pertinente ad un abitato delle fasi Mesolitico (VIII millennio a.C.), Neolitico (V-IV millennio a.C.) e media età del Bronzo (XV-XIV secolo a.C.). Pezzi di argilla cotta con impronte di rami sono stati messi in rapporto a resti di capanne protostoriche. Ossa di sus domesticus ed ovis attestano la presenza di animali da allevamento.
Sembra che con il termine Vatia Dionigi volesse indicare l’intero complesso occupato dai due siti protostorici presenti oggi nel territorio comunale di Cittaducale, di cui una località scelta per l’insediamento stabile (Cittaducale, Valle Ottara) ed un'altra invece adibita a luogo di culto (Santa Rufina).
Presso la frazione di Grotti alcune caverne lungo i cosiddetti Balzi conservano tracce di pitture antropomorfe preistoriche.
Del periodo romano rimangono i resti archeologici delle Terme di Vespasiano, i quali sono localizzati presso la frazione di Cesoni, non distante dalle attuali Terme di Cotilia (nel comune di Castel Sant'Angelo).

### Medioevo
Il toponimo deriva dal latino Civitas ducalis.
Fondata nel 1308 da re Carlo II d'Angiò, fu chiamata Città Ducale in onore di Roberto duca di Calabria, figlio di Carlo ed erede al trono del Regno di Napoli, di cui rappresentava all'epoca il baluardo più settentrionale (dopo Civitella del Tronto), a difesa dei confini con lo Stato della Chiesa. Tale caratteristica rimase intatta anche quando il Reame assunse il nome di Regno delle Due Sicilie. Nella Civitaducale (poi Cittaducale) si aggregò, secondo il progetto di popolamento angioino, la popolazione del contado, proveniente da alcuni castelli limitrofi, come Castel Sant’Angelo, Paterno, Canetra, Calcariola ed altri borghi ancora.
Passata dal dominio degli Angioini a quello degli Aragonesi, ottenne da costoro il privilegio di battere moneta e si dimostrò fedele a questi ultimi tanto da dover sostenere continue lotte contro Rieti a difesa del Regno di Napoli.

### Età moderna
Nel corso del XVI secolo ottenne il titolo di Città e divenne sede di diocesi sotto Papa Alessandro VI Borgia, quindi fu data in feudo dall'imperatore Carlo V a sua figlia Margherita d'Austria, andata in sposa ad Ottavio Farnese. Sempre nel XVI secolo si svilupparono al suo interno delle lotte per la conquista del potere, in cui si contrapposero le famiglie dei Pandolfi e dei Mancini.
Dopo la dominazione dei Farnese, tornò alle dipendenze dirette dei Borbone di Napoli, amministrativamente compresa nella provincia del Secondo Abruzzo Ulteriore, con capoluogo L'Aquila, fino al 1861. 

### Età contemporanea
Il 7 marzo del 1821 tra Rieti e Cittaducale si svolse la battaglia di Rieti-Antrodoco, considerata la prima del Risorgimento: le truppe napoletane, comandate da Guglielmo Pepe, fronteggiarono quelle austriache del Generale Frimont, nominato per la vittoria principe di Antrodoco,; l'8 marzo i Napoletani in ritirata attraversarono il territorio di Cittaducale per asserragliarsi ad Antrodoco, dove l'esercito austriaco ebbe definitivamente la meglio.
Terra di frontiera, Cittaducale ospitava un'importante dogana nei pressi della frazione di Santa Rufina, dove correva l'antico confine di Stato, che fino al 1927 fu ancora confine provinciale tra Abruzzo e Umbria. Quell'anno, infatti, per il riordino delle circoscrizioni provinciali d'Italia, il Comune di Cittaducale e tutto il territorio del suo ex circondario passò dalla provincia di Aquila degli Abruzzi a quella di Rieti, appena istituita.
Il 6 e il 7 settembre 2008 Cittaducale ha festeggiato il suo 700º anniversario della fondazione con una spettacolare rievocazione storica.

## Monumenti e luoghi d'interesse

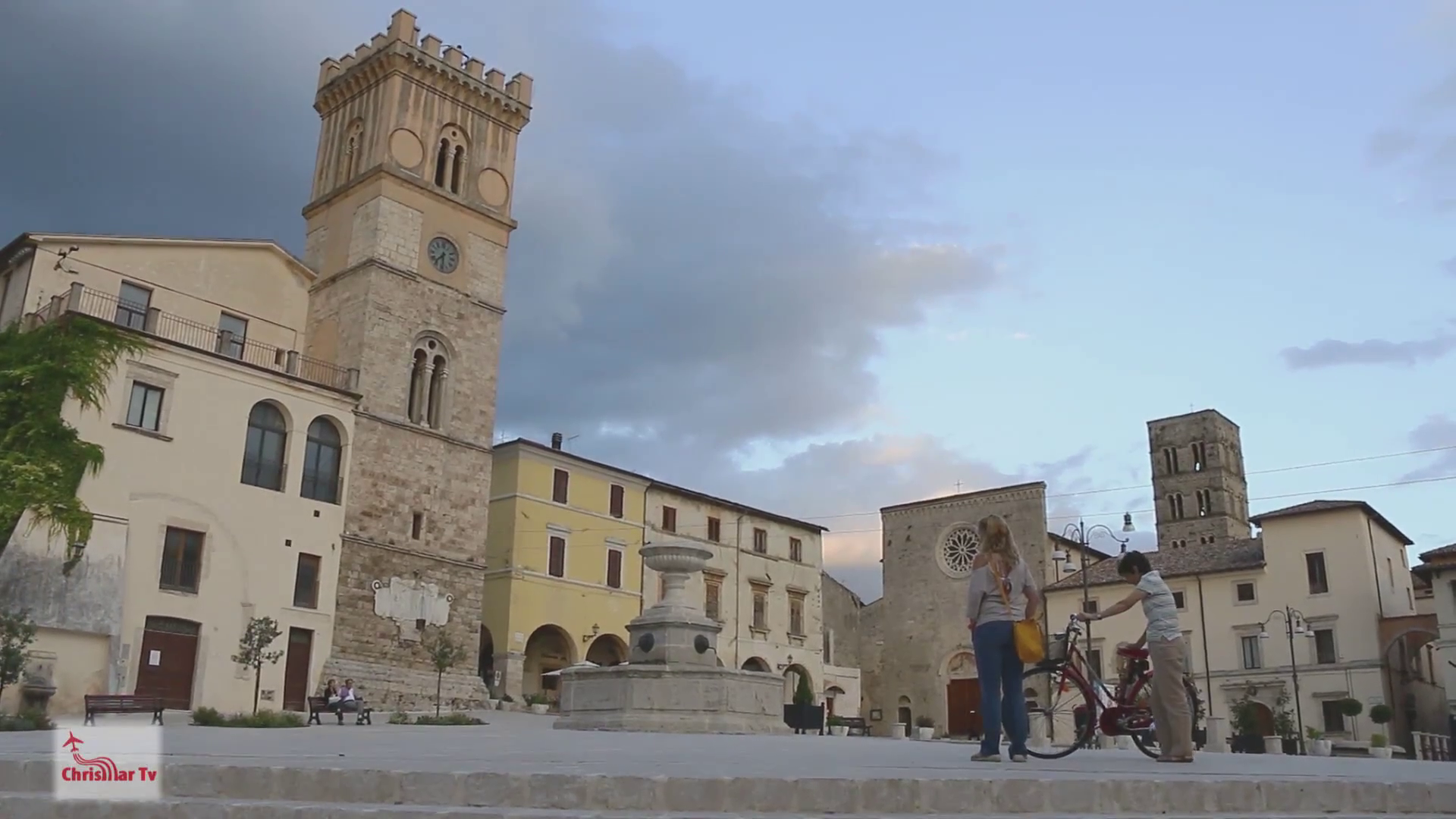
Piazza del Popolo, la piazza principale

La maggior parte degli edifici più significativi di Cittaducale, in larga parte costruiti durante il periodo medioevale, presenta oggi un aspetto diverso da quello originario a causa delle ricostruzioni resesi necessarie dopo il terribile terremoto del 1703 e quello del 1898.
La cittadina conserva intatto il suo carattere urbanistico basso-medioevale, con pianta ellittica modellata su quella del tradizionale castrum romano: due strade perpendicolari che si incrociano dando luogo alla piazza centrale, chiamata Piazza del Popolo, attorno alla quale sono situati i principali edifici pubblici. Gli eventi seguenti alla sua fondazione dimostrarono che l’aspetto fortificato voluto dagli Angiò era appropriato, giacché la città a causa della sua posizione “di confine” fu ripetutamente impegnata nei decenni successivi a sostenere le turbolenze della vicina Rieti, rimanendo però sempre fedele al Regno di Napoli.

### Architetture religiose
- La ex cattedrale di Santa Maria del Popolo, sede della diocesi di Cittaducale fino al 1818. La facciata, con il completamento orizzontale, presenta caratteri architettonici della scuola abruzzese. I terremoti del 1703 e del 1898 hanno reso necessari alcuni interventi di restauro e modifiche rispetto alla chiesa originaria. All’interno si conservano una statua policroma di San Rocco risalente al Cinquecento, alcune tele seicentesche ed un altorilievo trecentesco con un’Annunciazione. Nell’abside è stato riportato alla luce un affresco raffigurante la Madonna del Popolo. La chiesa è affiancata da una robusta torre a tre piani.
- La chiesa di Sant'Agostino, in piazza del Popolo, risalente al Quattrocento. Questa chiesa presenta la particolarità di avere l’ingresso sulla parete laterale, invece che nella facciata, mai terminata. Il portale del 1450 reca sulla lunetta un affresco di Lorenzo Torresani del 1548. Una torre campanaria, a due piani di bifore, affianca la chiesa.
- La chiesa di Santa Maria di Sesto, nei pressi della stazione ferroviaria. Qui il vescovo di Cittaducale Pietro Paolo Quintavalle fece collocare nel 1620 una lapide che definisce la chiesa "in umbilico Italiae", e garantiva l’indulgenza a tutti coloro che avessero visitato la chiesa nelle domeniche o in altre festività.
- Il santuario di Santa Maria delle Grazie, sulla strada per Rieti.
- La chiesa di San Vittorino, posta nei pressi della frazione di Cotilia (lungo la Via Salaria), fu terminata nel 1613, ma sprofondò subito a causa di fenomeni carsici. Dell'edificio rimangono alcune vestigia molto suggestive; una sorgente scaturisce direttamente dal pavimento della chiesa ed alimenta un ruscello che fuoriesce dai resti del portale.[12]

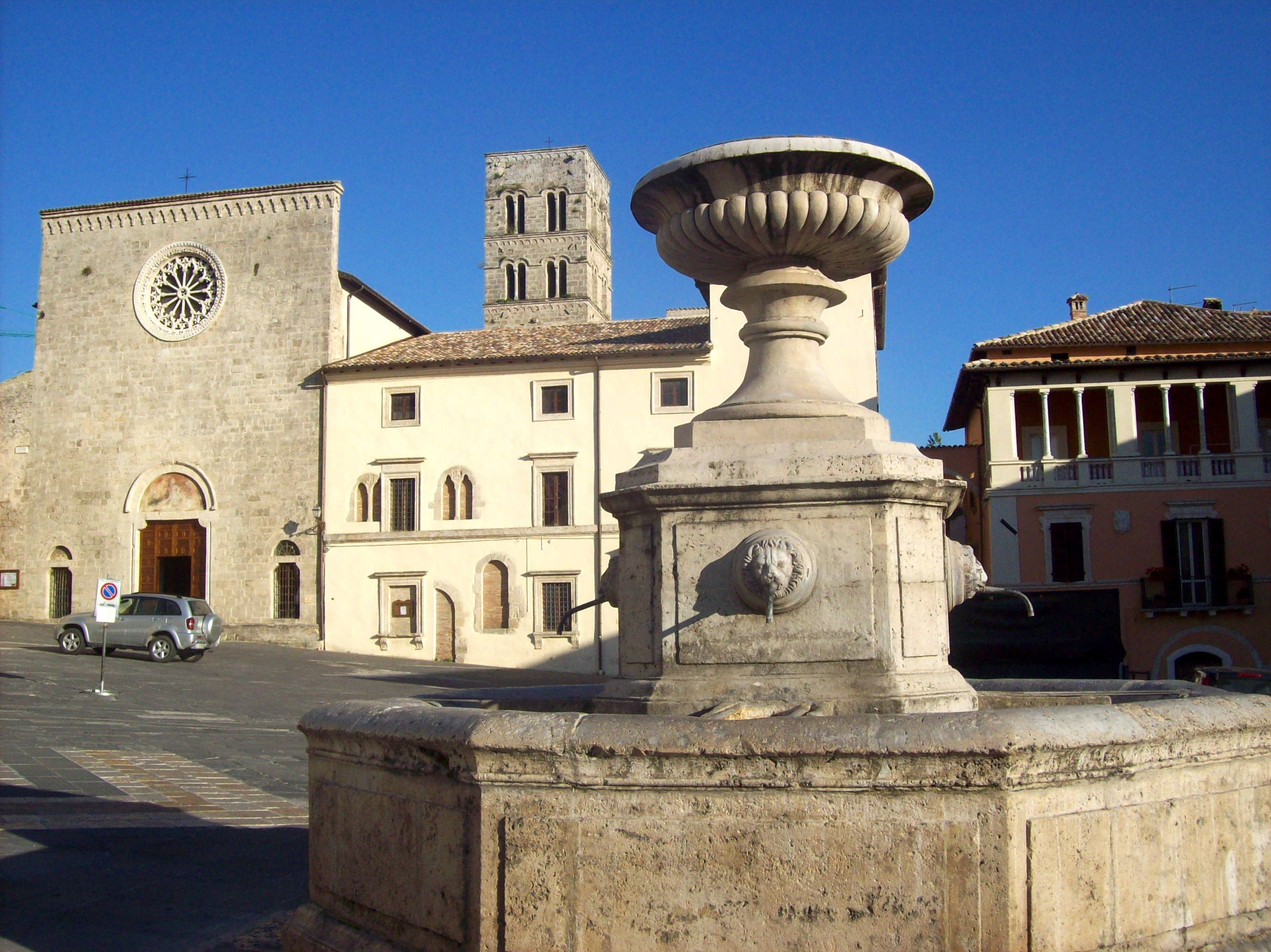
La cattedrale di Santa Maria del Popolo
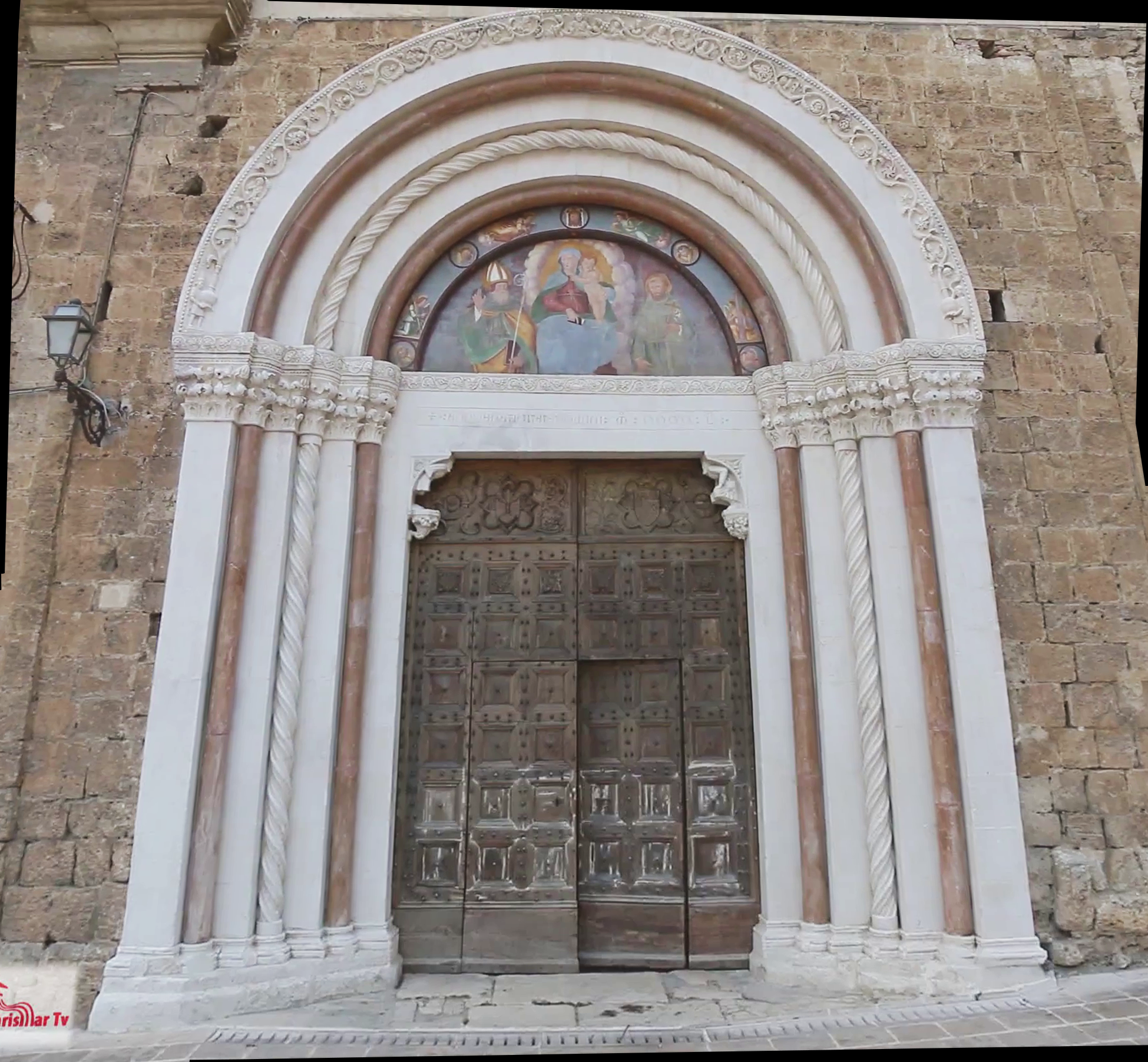
Il portale della chiesa di Sant'Agostino
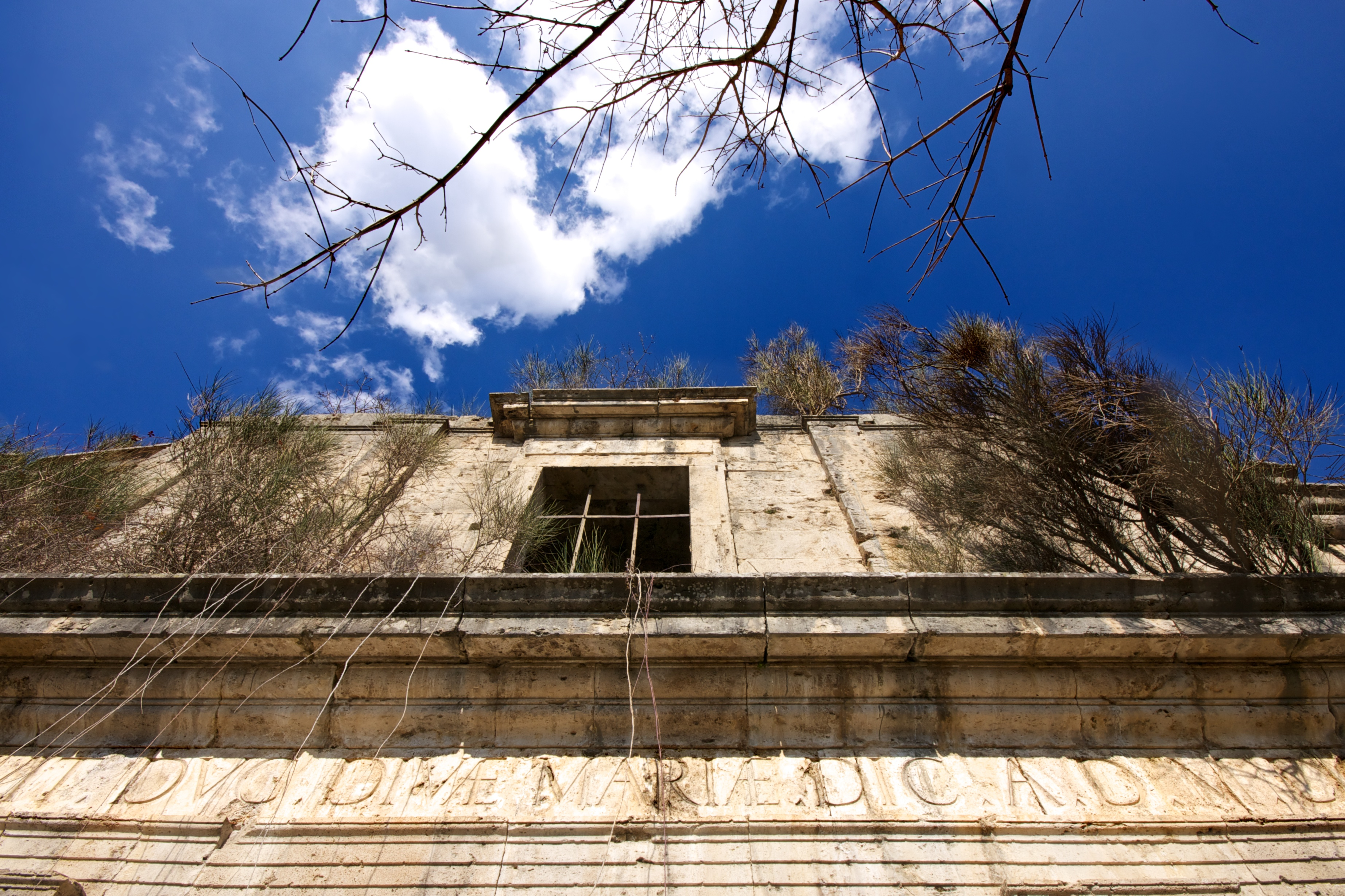
Vestigia della chiesa di San Vittorino
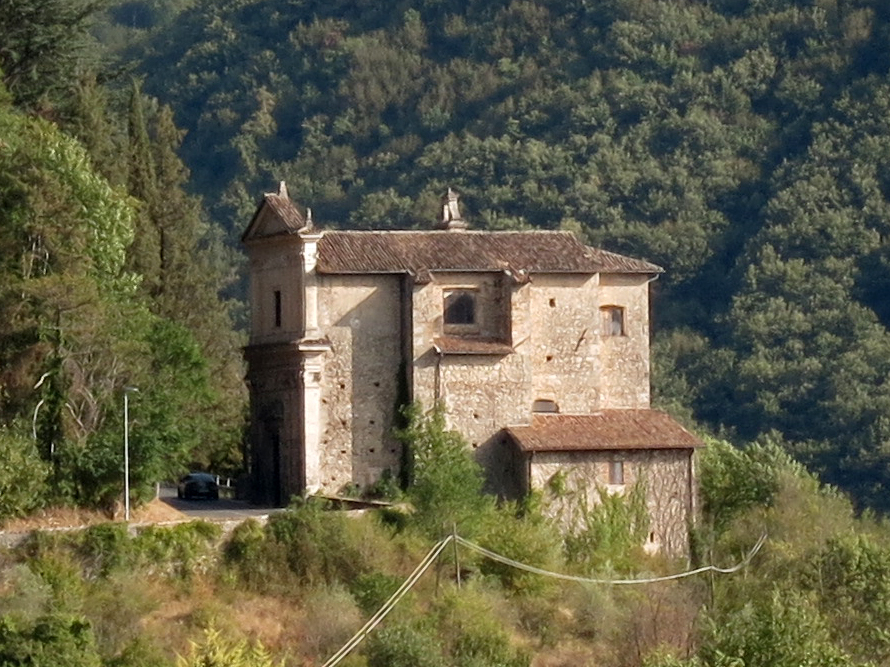
Santa Maria delle Grazie
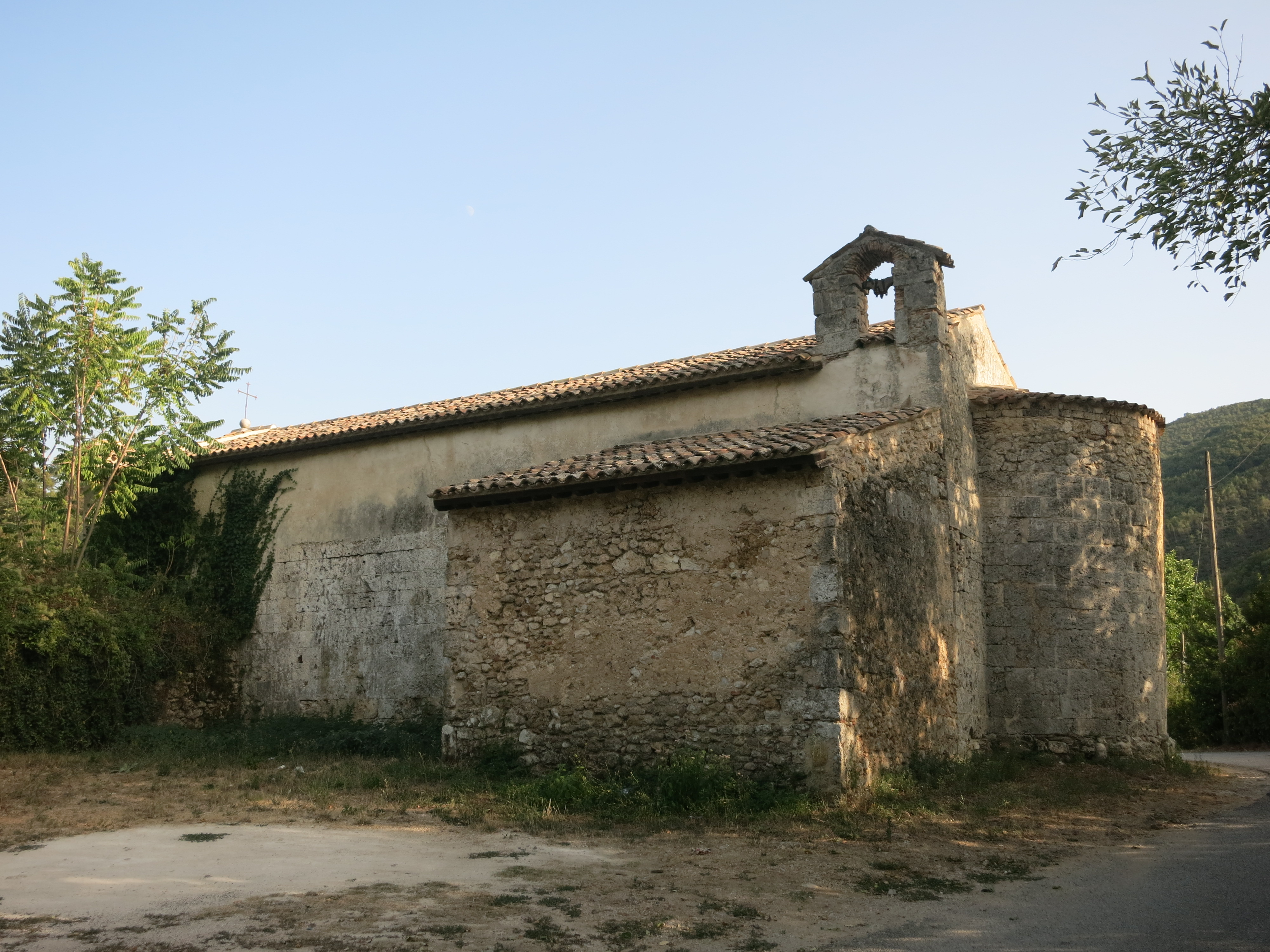
Santa Maria di Sesto

### Architetture militari
Sono ancora ben conservati alcuni tratti della cinta muraria con le possenti torri quadrangolari, fra le quali il Cassero di San Magno o Torre Angioina, dalla particolare pianta a ferro di cavallo (tondeggiante verso l’esterno, per una funzione difensiva). La torre si alza a guardia della Porta Napoli, accesso principale alla città.

### Architetture civili
- Palazzo della Comunità con la Torre Civica.
- Palazzo Vescovile
- Palazzo Caroselli (attuale sede del Comune).
- Palazzo Dragonetti
- Palazzo Valentini-Cherubini
- Palazzo Bonafaccia
- Palazzo Maoli
- Palazzo Vetoli

### Aree naturali
- Le terme di Cotilia, poste nell'omonima frazione (lungo la Via Salaria per L'Aquila), sono un centro termale che sfrutta delle sorgenti sulfuree rinomate già all'epoca degli antichi romani. Nei pressi delle terme sono presenti giardini, ristoranti, fontane da cui sgorga acqua ferrosa, e un laghetto di acqua sulfurea.

## Economia

Il nucleo industriale di Rieti-Cittaducale in una foto degli anni Ottanta

### Industria
Cittaducale condivide con il comune di Rieti il maggiore Polo industriale della Conca reatina, il Nucleo industriale di Rieti-Cittaducale si trova sulla Via Salaria per L'Aquila-Ascoli Piceno nei pressi di Santa Rufina frazione del comune di Cittaducale e Vazia frazione del comune di Rieti.

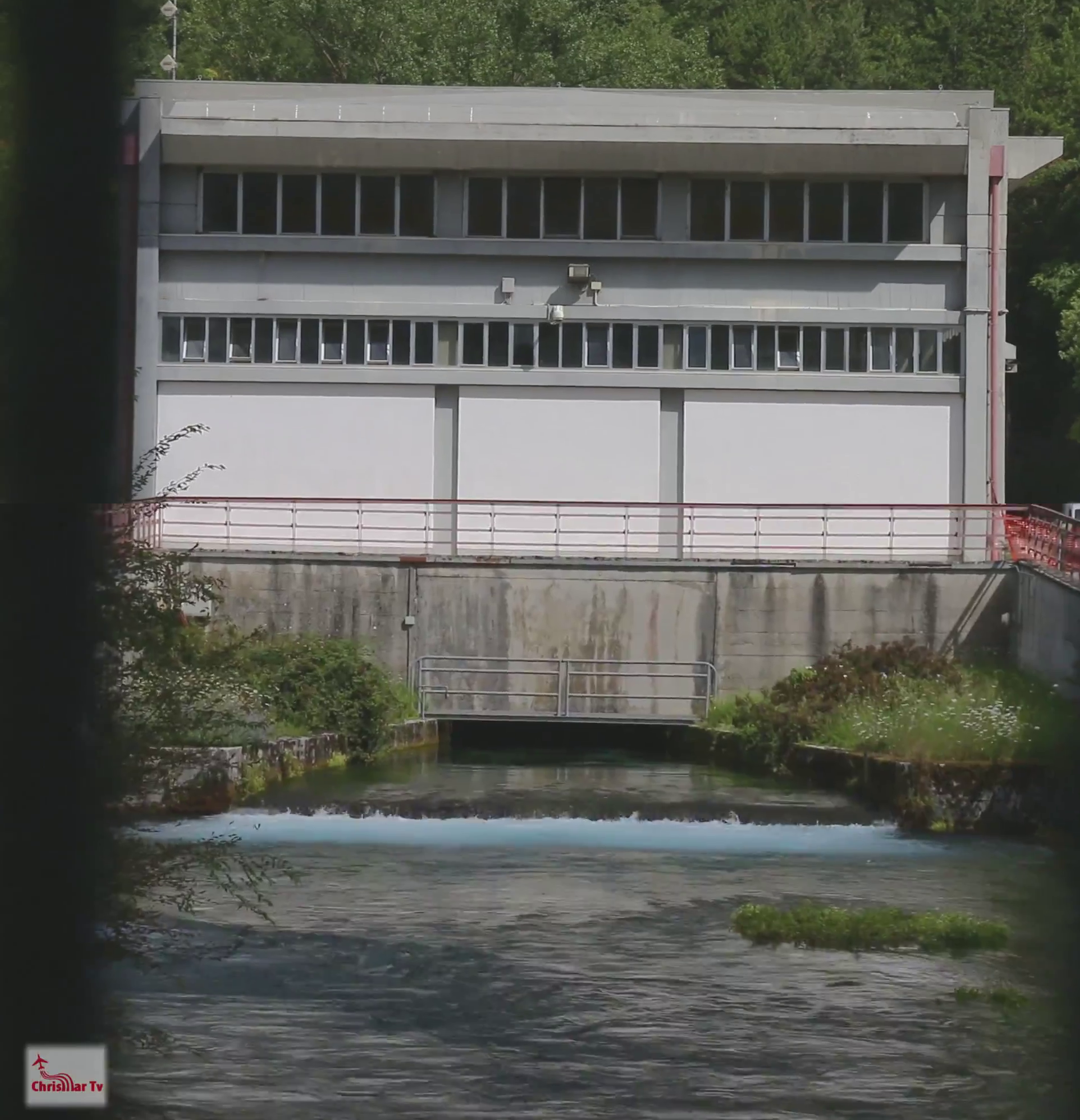
L'opera di presa dell'acquedotto del Peschiera

Si tratta di un'area di 500 ettari predisposta per ospitare capannoni industriali, creata nel 1970 per intercettare le sovvenzioni della Cassa del Mezzogiorno, nella quale rientrava Cittaducale ma non Rieti. Al suo interno hanno operato anche delle multinazionali come la Texas Instruments, tuttavia dagli anni Novanta in poi il polo è andato incontro a una grossa crisi; ad oggi il nucleo industriale impiega circa 5000 addetti.

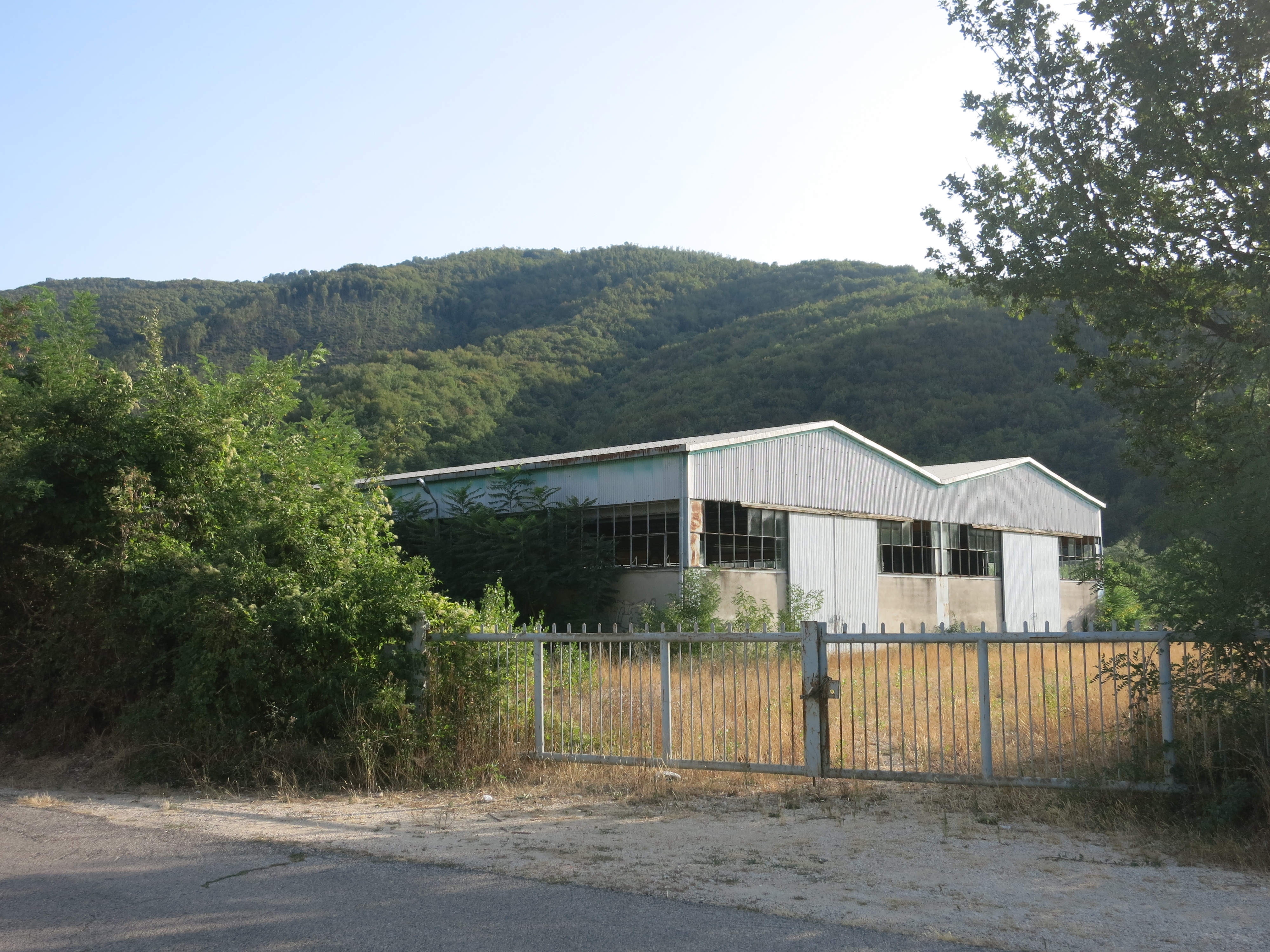
Impianto industriale dismesso nei pressi della stazione ferroviaria

All'interno del territorio comunale si trovano inoltre due grandi impianti idraulici: la centrale idroelettrica di Cotilia (che produce energia elettrica sfruttando le grandi dighe del Salto e del Turano situate nel Cicolano) e l'opera di presa dell'ACEA dalla quale ha inizio l'acquedotto del Peschiera (uno dei più grandi acquedotti del mondo, che fornisce oltre il 70% dell'acqua necessaria a Roma).

Altre attività industriali sorgevano nei pressi della stazione ferroviaria, come la ex fabbrica Grillotti, ma queste sono inattive e abbandonate da anni.

## Società

### Evoluzione demografica
Abitanti censiti

### Istituzioni, enti e associazioni

La Scuola Forestale di Cittaducale in una vecchia cartolina

#### Scuola forestale
Cittaducale è sede della prestigiosa Scuola forestale, fondata nel 1905, che costituisce la principale struttura a livello nazionale per la formazione delle Guardie forestali prima del Corpo Forestale dello Stato e, dal 2017 in poi, per la formazione dei Carabinieri Forestali. La struttura ospita inoltre un museo storico dove sono conservati cimeli, armi e uniformi del Corpo Forestale dello Stato, tra cui la bandiera ufficiale del Corpo (conferita al museo in seguito alla sua soppressione).

## Infrastrutture e trasporti

### Strade

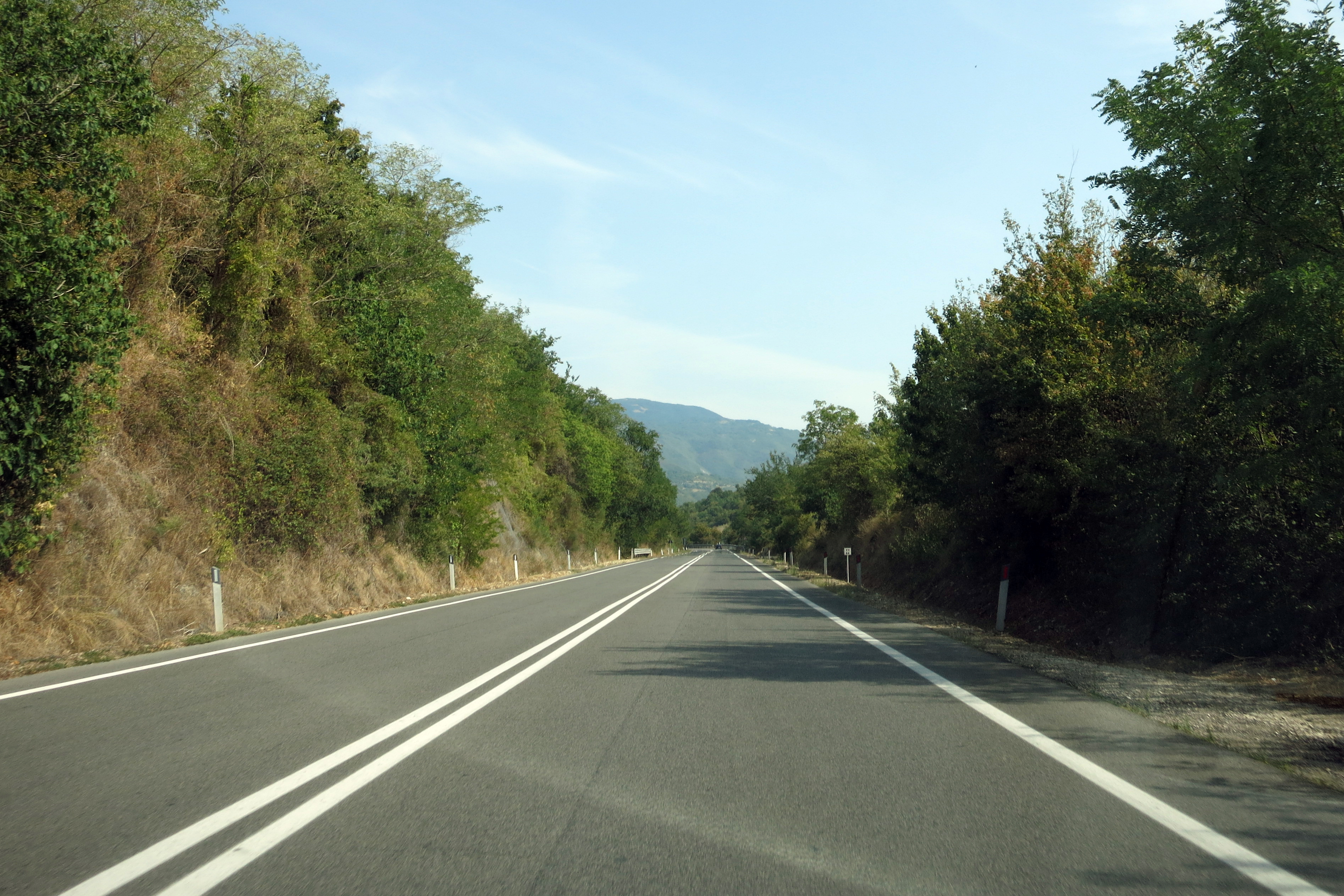
La Strada statale 4 in prossimità di Cittaducale

Ai piedi di Cittaducale scorre la Strada statale 4, succeditrice dell'antica Via Salaria, che collega il comune da un lato a Rieti e Roma, dall'altro a L'Aquila, Ascoli Piceno e al mare Adriatico. In direzione Roma la Salaria è una strada ampia e rettilinea, ma caratterizzata dalla carreggiata singola e da numerose intersezioni a raso, mentre in direzione Ascoli è un'agevole strada a scorrimento veloce (ad eccezione del primo tratto di 20 km, da Cittaducale a Sigillo, che è molto tortuoso e attende ancora di essere trasformato in superstrada).
Il paese è collegato alla statale dalla strada provinciale 12 di Cittaducale, che si arrampica sulla collina dove sorge il centro abitato. Il percorso della SP 12 era parte integrante della Via Salaria fino al 1962, quando fu costruita la variante che evita l'attraversamento del centro abitato e le tortuose curve.
In corrispondenza della frazione di Caporio, dalla Salaria si diparte la strada provinciale n. 22, che si addentra nel Cicolano collegando Cittaducale a Fiamignano e Petrella Salto. Fino agli anni Novanta era una delle due strade di accesso al Cicolano, tuttavia la sua importanza è fortemente diminuita con la costruzione della superstrada Rieti-Torano che ha sostituito entrambe.

### Ferrovie

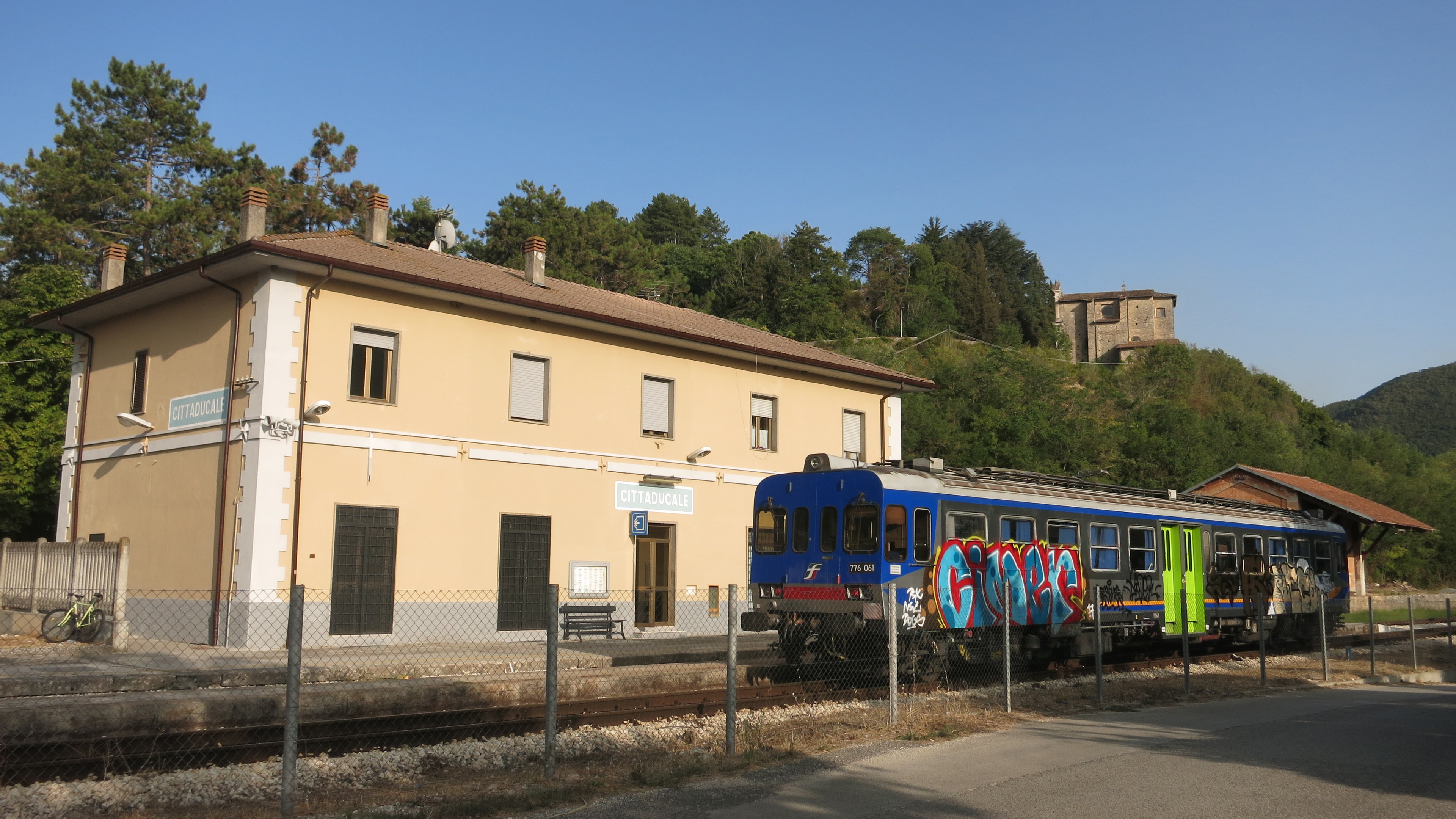
Una littorina in sosta alla stazione di Cittaducale

Il paese è servito dalla stazione di Cittaducale, posta sulla linea secondaria Terni-Rieti-L'Aquila; la stazione si trova ai piedi del paese, a circa un chilometro di distanza.
Nel territorio comunale ricadono inoltre due piccole fermate rurali, la fermata di Cotilia (soppressa nel 2014, che serviva la frazione di Caporio e la centrale idroelettrica) e la fermata di Sorgenti del Peschiera (che serve la frazione di Micciani e l'impianto di captazione ACEA).
La linea che attraversa Cittaducale avrebbe dovuto essere prolungata da un lato verso Roma e dall'altro verso Ascoli Piceno, formando la cosiddetta Ferrovia Salaria, tuttavia tale progetto (più volte approvato sin dalla fine dell'Ottocento) non venne mai realizzato.

## Amministrazione
Anticamente (dalla sua fondazione e fino al 1861) fu parte integrante del Regno di Napoli diventato poi, dal 1815, Regno delle Due Sicilie. Cittaducale fu costituita nel 1806 dal re Giuseppe Buonaparte capoluogo di Distretto nell'ambito della Provincia dell'Abruzzo Ulteriore Secondo e anche, come suddetto, capoluogo di Circondario.
Nel 1927, a seguito del riordino delle circoscrizioni provinciali stabilito dal regio decreto n. 1 del 2 gennaio 1927, per volontà del governo fascista, quando venne istituita la provincia di Rieti, Cittaducale passò dalla provincia dell'Aquila a quella di Rieti.
| Periodo | Periodo   | Primo Cittadino  | Partito                    | Carica  | Note       |
| ------- | --------- | ---------------- | -------------------------- | ------- | ---------- |
| 2002    | 2007      | Giovanni Falcone | lista civica               | Sindaco |            |
| 2007    | 2012      | Giovanni Falcone | lista civica               | Sindaco | 2º mandato |
| 2012    | 2017      | Roberto Ermini   | lista civica               | Sindaco |            |
| 2017    | 2022      | Leonardo Ranalli | lista civica               | Sindaco |            |
| 2022    | in carica | Leonardo Ranalli | lista civica Svolta Comune | Sindaco | 2º mandato |

### Altre informazioni amministrative
- Fa parte della Comunità montana Montepiano Reatino